# Taburno bianco
Il Taburno bianco è un vino DOC la cui produzione è consentita nella provincia di Benevento.

## Caratteristiche organolettiche
- colore: paglierino più o meno intenso.
- odore: delicato, gradevole, caratteristico.
- sapore: asciutto, fresco.

## Produzione
Provincia, stagione, volume in ettolitri
- Benevento  (1994/95)  69,86
- Benevento  (1995/96)  113,29
- Benevento  (1996/97)  1031,94